# Museo di Luxor
Il Museo di Luxor è un museo archeologico di Luxor, dedicato all'arte egizia: sulla riva destra del Nilo, a metà strada tra il tempio di Luxor e i templi di Karnak.

## Storia e descrizione
Nel 1962 il ministero della cultura egiziana diede il compito all'architetto Mahmud El Hakim di costruire l'edificio per un museo che ospitasse i reperti provenienti in larga parte dall'antica Tebe. I lavori iniziarono nel 1964 per terminare nel 1969 mentre tra il 1972 e il 1975 si proseguì con la sistemazione della collezione: il museo venne inaugurato nel 1975. Successivi lavori di ampliamento sono terminati nel 2004.
Il Museo di Luxor è ospitato in un edificio a due piani e la collezione è, per numero di reperti, inferiore rispetto al Museo egizio de Il Cairo. Tra le opere in mostra si trovano alcuni oggetti ritrovati all'interno della tomba di Tutankhamon, tra cui statuette dipinte raffiguranti il faraone, due Ushabti e la scultura in legno, originariamente ricoperta di gesso, raffigurante la testa di una mucca, simbolo della dea Hathor. Dal 2004 sono esposte le mummie reali dei faraoni Ahmose I e Ramesse I: le mummie erano precedentemente ospitate rispettivamente al Museo egizio de Il Cario e al Museo delle cascate del Niagara. Nel seminterrato sono state collocate ventisei statue risalenti al periodo del Nuovo Regno, ritrovate nel 1989 in una fossa del tempio di Luxor: tra le statue quelle sedute delle dee Hathor e Iunit, quella uno scriba seduto e quelle chiamate Horemheb al cospetto di Atum e Amenofi III su slitta processionale, quest'ultima alta circa due metri e mezzo. Tra le altre statue esposte nel museo quella in granito rosa di Sesostri III, di Thutmose III e Amenofi III e Sobek. Fa parte della collezione la ricostruzione di una delle pareti del grande tempio di Aton, voluto da Akhenaton, a Karnak.